# Burkina Airlines
A  Burkina Airlines  é uma companhia aérea de Burquina Fasso.